# Jack Lousma
Jack Robert Lousma (* 29. února 1936 Grand Rapids, Michigan, USA) je bývalý americký astronaut ze stanice Skylab a z letu raketoplánem Columbia.

## Život

### Mládí a výcvik
Střední škole vystudoval v Ann Arboru a pokračoval ve studiích na University of Michigan, na fakultě leteckého inženýrství. Zakončil ji v létě 1950 a vzápětí narukoval do armády jako dobrovolník do námořní pěchoty. Absolvoval jednoroční pilotní výcvik a pak sloužil na různých základnách, mj. i v Japonsku. Když se odtud vrátil do Států, rozhodl se pokračovat ve studiích. V roce 1965 obhájil diplomovou práci z leteckého oboru na postgraduální škole vojenského námořnictva (Naval Postgraduate School). Oženil se a požádal o přijetí do oddílu astronautů. Po narození druhého syna v dubnu 1966 se do oddílu dostal. Byl jmenován do podpůrné posádky lodí Apollo 9, pak i Apollo 10 a Apollo 13. Až po několika letech vyplněných neustálým praktickým i teoretickým výcvikem a stálým čekáním se konečně dočkal letu na americkou orbitální stanici Skylab. Narodil se mu třetí potomek.

### Lety do vesmíru
V kosmické lodi Skylab 3 odstartoval Jack Lousma v funkci palubního inženýra a pilota kosmické lodi v červenci 1973 společně s astronauty Alanem Beanem a Owenem Garriottem. Tentýž den po startu z mysu Canaveral na Floridě dosáhli orbitální stanice Skylab 1, kde pak zůstali dva měsíce a plnili desítky zadaných úkolů. V pořádku přistáli s pomocí padáků v kabině lodi na hladině Tichého oceánu.
Po tomto letu byl jmenován do záložní posádky letu Sojuz-Apollo. I když se tady druhého startu nedočkal, zůstal v týmu, zacvičil se pro let s raketoplánem. V roce 1982, devět let po prvním letu se jej dočkal, byl jmenován do posádky mise STS 3 s raketoplánem Columbia v rámci programu Space Shuttle. V posádce byli jen dva, spolu s velitelem Lousmou letěl pilot Charles Fullerton. Raketoplán přistál po 8 dnech netradičně na White Sands Space Harbor v Las Cruces, New Mexico.
Během svých dvou letů strávil ve vesmíru 67 dní.
- Skylab 3 (28. července 1973 – 25. září 1973)
- STS-3 (22. března 1982 – 30. března 1982)